# Back It Up
Back It Up은 가수 박세미와 김예원의 쥬얼리 데뷔 앨범이며, 2011년 1월 29일 발매된 해체된 그룹 쥬얼리의 싱글 앨범이다.

## 수록곡
순서 / 곡명 / 가수명 / 작사 작곡 / 재생 시간
1. Back It Up / 쥬얼리(Jewelry) / 김이나, Chris Golightly  Chris Golightly / 03:33
2. Back It Up (Inst.) / 쥬얼리(Jewelry) / 김이나, Chris Golightly  Chris Golightly / 03:33